# Sororarchibracon insidiator
Sororarchibracon insidiator är en stekelart som först beskrevs av Fabricius 1781.  Sororarchibracon insidiator ingår i släktet Sororarchibracon och familjen bracksteklar. Inga underarter finns listade i Catalogue of Life.